# Конвой ON 127
Конвой ON 127 (англ. Convoy ON 127) — 127-й атлантичний конвой серії ON у кількості 35 транспортних суден, що у супроводженні союзних кораблів ескортної групи B6 прямував від Британських островів до морських портів Північної Америки. Конвой вийшов 4 вересня з Ліверпуля, а опівдні 5 вересня транспорти зустріла Серединно-океанічна ескортна група C-4 Королівського флоту Канади, що складалася з канадських есмінців «Оттава» й «Сейнт-Круа» та корветів класу «Флавер».

## Історія
Конвой ON 127 у кількості 35 транспортних суден вийшов 4 вересня з Ліверпуля, наступного дня їх узяли під ескорт Серединно-океанічна ескортна група C-4 Королівського флоту Канади, що складалася з 2 канадських есмінців та чотирьох корветів класу «Флавер».
Вовча зграя «Формартс» формувалася приблизно в 500 милях на захід від Ірландії, коли союзний конвой залишав Ліверпуль. Угруповання з 13 підводних човнів Крігсмаріне, U-91, U-92, U-96, U-211, U-218, U-380, U-404, U-407, U-411, U-584, U-594, U-608 і U-659, утворило патрульну лінію пошуку на шляху руху конвою поза межами радіусу досяжності наземних літаків. 9 вересня U-584 повідомив про виявлений конвой, але ввечері втратив з ним зв'язок.
10 вересня U-96 виявив конвой ON 127 і торпедував норвезький танкер Svene, танкер F.J.Wolfe і бельгійське вантажне судно Elisabeth van Belgie, здійснивши лише одну підводну атаку. «Шербрук» відступив, щоб допомогти торпедованим суднам, а «Сент-Круа», «Оттава» і «Селандін» безуспішно шукали U-96. Пошкоджений F.J.Wolfe зміг наздогнати конвой та зайняти своє місце в ордері. «Оттава» продовжував патрулювати позаду конвою після того, як «Сен-Круа» і «Селандін» відновили свої звичайні патрульні функції, продовжуючи рух.
Скоординована нічна атака на конвой почалася з того, що U-659 торпедував британський танкер Empire Oil увечері 10 вересня. «Сент-Круа» зв'язався за допомогою SONAR безпосередньо перед атакою, а «Селандін», «Оттава» та «Сент-Круа» шукали U-659 після атаки. «Сент-Круа» і «Оттава» відступили, щоб врятувати 23 людей постраждалого танкера з 41 членів екіпажу. Незабаром U-404 торпедував танкер Marit II, а U-608 атакував, але жодна торпеда не влучила в ціль. U-218 торпедував норвезький танкер Fjordaas, тоді як U-92 і U-594 торпедували транспорти, але промахнулися. «Шербрук» залишився позаду конвою, допомагаючи суднам, торпедованим U-96, і врятував усіх, крім одного, членів екіпажу тонучого корабля Svene і Elisabeth van Belgie. Решта ескорту контратакували, і удари глибинними бомбами примусили U-659 і U-218 відступити. І Marit II, і Fjordaas змогли відновити свої місця в конвої й продовжити рух. Empire Oil пізніше було потоплено U-584.
11 вересня жоден з радарів кораблів ескорту не працював. U-584 торпедував норвезький Hindanger під час денної атаки з-під води, скориставшись тим, що «Сент-Круа» вів візуальне спостереження на відстані шести миль від транспорту. «Амгерст» повернувся і врятував усіх членів екіпажу Hindanger, крім одного. Вдень 11 вересня патрульний бомбардувальник B-24 Liberator 120-ї ескадрильї Королівських ПС запобіг подальшим атакам U-Boot, але U-96 потопив 415-тонний португальський траулер, обстрілявши його неподалік від маршруту руху конвою. У скоординованих нічних атаках U-380 промахнувся залпом із чотирьох торпед, U-211 торпедував британське китобійне судно Hektoria та вантажне судно Empire Moonbeam, U-92 промахнувся чотирма торпедами, тоді як U-404 торпедував танкер Daghild перед «Емгерст» та «Шербрук»
Чудова видимість 12 вересня дозволила канадським кораблям ескорту впритул супроводжувати підопічні судна, щоб перешкодити ворожим підводним човнам, поміченим на відстані до 7 миль. Тієї ночі U-407 і U-594 невдало запустили торпеди. U-594 затопив Stone Street, що відстало від головних сил, коли 13 вересня конвой підійшов до зони дії канадських патрульних бомбардувальників з Ботленда, Ньюфаундленд. Ескорт був посилений у сутінках есмінцем типу «Таун» «Аннаполіс» і есмінцем «Вітч» із Західних місцевих сил супроводу (WLEF), що базувалися на Ньюфаундленді. U-91 і U-411 невдало запустили торпеди, тоді як U-91 торпедував канадський есмінець типу «Рівер» «Оттава» в передсвітанкові години 14 вересня, який затонув зі 114 членами екіпажу. Рештки конвою досягли Нью-Йорка 20 вересня 1942 року.

## Кораблі та судна конвою ON 127

### Транспортні судна
Позначення
| Назва                       | Прапор          | Тоннаж (GRT) | Прим.                                                     |
| --------------------------- | --------------- | ------------ | --------------------------------------------------------- |
| Athelduchess (1929)         | Велика Британія | 8 940        |                                                           |
| Bayano (1917)               | Велика Британія | 6815         |                                                           |
| Bohemian Club (1921)        | США             | 6906         |                                                           |
| Boston City (1920)          | Велика Британія | 2870         |                                                           |
| British Endurance (1936)    | Велика Британія | 8406         |                                                           |
| British Tradition (1942)    | Велика Британія | 8443         |                                                           |
| Clausina (1938)             | Велика Британія | 8083         |                                                           |
| Daghild (1927)              | Норвегія        | 9272         | 12 вересня пошкоджений німецьким ПЧ U-404                 |
| Domby (1932)                | Велика Британія | 5582         |                                                           |
| Egda (1939)                 | Норвегія        | 10050        |                                                           |
| El Mirlo (1930)             | Велика Британія | 8092         |                                                           |
| Elisabeth van Belgie (1909) | Бельгія         | 4241         | 10 вересня потоплено німецьким ПЧ U-96                    |
| Empire Lytton (1942)        | Велика Британія | 9807         |                                                           |
| Empire Moonbeam (1941)      | Велика Британія | 6849         | 12 вересня пошкоджено U-211 і затоплено ПЧ U-608          |
| Empire Oil (1941)           | Велика Британія | 8029         | 10 вересня пошкоджено U-659 і 11 числа затоплено ПЧ U-584 |
| Empire Sailor (1926)        | Велика Британія | 6140         |                                                           |
| Empire Thackeray (1942)     | Велика Британія | 2865         |                                                           |
| F.J. Wolfe (1932)           | Велика Британія | 12190        | 10 вересня пошкоджений німецьким ПЧ U-96                  |
| Fjordaas (1931)             | Норвегія        | 7361         | 11 вересня пошкоджений німецьким ПЧ U-218                 |
| G C Brovig (1930)           | Норвегія        | 9718         |                                                           |
| Hektoria (1899)             | Велика Британія | 13797        | 12 вересня пошкоджено U-211 і добито ПЧ U-608             |
| Heranger (1930)             | Норвегія        | 4877         |                                                           |
| Hindanger (1929)            | Норвегія        | 4884         | 11 вересня затоплено ПЧ U-584                             |
| Laurits Swenson (1930)      | Норвегія        | 5725         |                                                           |
| Liberty Glo (1919)          | США             | 4979         |                                                           |
| Marit II (1927)             | Норвегія        | 7417         | 12 вересня пошкоджений німецьким ПЧ U-404                 |
| Modavia (1927)              | Велика Британія | 4858         |                                                           |
| Montevideo (1928)           | Норвегія        | 4639         |                                                           |
| Nanking (1924)              | Швеція          | 5931         |                                                           |
| Pachesham (1920)            | Велика Британія | 6090         |                                                           |
| Pan-Georgia (1919)          | США             | 8197         |                                                           |
| Stone Street (1922)         | Панама          | 6131         | 13 вересня затоплено ПЧ U-594                             |
| Sveve (1930)                | Норвегія        | 4884         | 10 вересня затоплений ПЧ U-96                             |
| Vardefjell (1940)           | Норвегія        | 8316         |                                                           |
| Willemsplein (1910)         | Нідерланди      | 5489         |                                                           |

### Кораблі ескорту
| Назва            | Прапор                                  | Тип корабля                                               | Прим.                                       |
| ---------------- | --------------------------------------- | --------------------------------------------------------- | ------------------------------------------- |
| «Оттава»         | Військово-морські сили Канади           | есмінець типу «Рівер»                                     | 5-14 вересня; 14 вересня затоплений ПЧ U-91 |
| «Емгерст»        | Військово-морські сили Канади           | корвет типу «Флавер»                                      | 5-15 вересня                                |
| «Аннаполіс»      | Військово-морські сили Канади           | есмінець типу «Рівер»                                     | 13-18 вересня                               |
| «Арвіда»         | Військово-морські сили Канади           | корвет типу «Флавер»                                      | 5-14 вересня                                |
| «Брентфорд»      | Військово-морські сили Канади           | корвет типу «Флавер»                                      | 14-18 вересня                               |
| «Селандін»       | Військово-морські сили Канади           | корвет типу «Флавер»                                      | 5-14 вересня                                |
| «Монктон»        | Військово-морські сили Канади           | корвет типу «Флавер»                                      | 14-18 вересня                               |
| «Монтгомері»     | Військово-морські сили Великої Британії | есмінець типу «Таун»                                      | 18-20 вересня                               |
| «Регіна»         | Військово-морські сили Канади           | корвет типу «Флавер»                                      | 14-18 вересня                               |
| «Роксборо»       | Військово-морські сили Великої Британії | есмінець типу «Таун»                                      | 18-20 вересня                               |
| «Шедіак»         | Військово-морські сили Канади           | корвет типу «Флавер»                                      | 18-20 вересня                               |
| «Шербрук»        | Військово-морські сили Канади           | корвет типу «Флавер»                                      | 5-15 вересня                                |
| «Сеінт Круа»     | Військово-морські сили Канади           | ескадрений міноносець типу «Таун»                         | 5-14 вересня                                |
| «Віль де Квебек» | Військово-морські сили Канади           | корвет типу «Флавер»                                      | 18-20 вересня                               |
| «Вітч»           | Військово-морські сили Великої Британії | ескадрений міноносець «Модифікований Торнікрофт» типу «W» | 13-18 вересня                               |

## Підводні човни, що брали участь в атаці на конвой
| Назва | Тип       | Командир                                 | Результати атаки                                                       |
| ----- | --------- | ---------------------------------------- | ---------------------------------------------------------------------- |
| U-91  | типу VIIC | капітан-лейтенант Гайнц Валькерлінг      | 14 вересня затопив канадський есмінець «Оттава»                        |
| U-92  | типу VIIC | капітан-лейтенант Адольф Ельріх          | не здобув                                                              |
| U-96  | типу VIIC | капітан-лейтенант Ганс-Юрген Гелльрігель | 10 вересня потопив Elisabeth van Belgie і Sveve та пошкодив F.J. Wolfe |
| U-211 | типу VIIC | корветтен-капітан Карл Гаузе             | 12 вересня пошкодив Empire Moonbeam і Hektoria                         |
| U-218 | типу VIIC | капітан-лейтенант Ріхард Бекер           | 11 вересня пошкодив Fjordaas                                           |
| U-380 | типу VIIC | капітан-лейтенант Йозеф Ретер            | не здобув                                                              |
| U-404 | типу VIIC | капітан-лейтенант Отто фон Бюлов         | 11 вересня пошкодивMarit II і 12 вересня пошкодив Daghild              |
| U-407 | типу VIIC | капітан-лейтенант Ернст-Ульріх Брюллер   | не здобув                                                              |
| U-411 | типу VIIC | оберлейтенант-цур-зее Гергард Літтершайд | не здобув                                                              |
| U-584 | типу VIIC | капітан-лейтенант Йоахім Деке            | 11 вересня потопив Empire Oil і Hindanger                              |
| U-594 | типу VIIC | капітан-лейтенант Фрідріх Мумм           | 13 вересня потопив Stone Street                                        |
| U-608 | типу VIIC | капітан-лейтенант Рольф Штрукмаєр        | 12 вересня потопив Hektoria і Empire Moonbeam                          |
| U-659 | типу VIIC | корветтен-капітан Ганс Шток              | 10 вересня пошкодивEmpire Oil                                          |